# Astragalus austiniae
Astragalus austiniae är en ärtväxtart som beskrevs av Asa Gray. Astragalus austiniae ingår i släktet vedlar, och familjen ärtväxter. Inga underarter finns listade i Catalogue of Life.